# Charles-Pierre Michel de Puisard
Charles-Pierre Michel de Puisard (Mayenne, 4 septembre 1786  - Anger, 16 janvier 1850) est un homme politique français.

## Biographie
Il étudia le droit, entra dans la magistrature, et fut nommé conseiller à la cour royale d'Angers. Élu, le 21 juin 1834, député du 3e collège de la Mayenne, il prit place parmi les partisans du Juste milieu avec lesquels il vota jusqu'en 1837. À cette époque, il échoua, le 4 novembre. Il ne fut pas plus heureux, le 9 juillet 1842.
Gendre de Jean-Jacques Duboys, il est le beau-père de Henri Bertrand.

## Sources
- « Charles-Pierre Michel de Puisard », dans Adolphe Robert et Gaston Cougny, Dictionnaire des parlementaires français, Edgar Bourloton, 1889-1891 [détail de l’édition]